# Istituto veneto di scienze, lettere ed arti
L'Istituto veneto di scienze, lettere ed arti è un'istituzione accademica italiana con sede a Venezia.

## Storia
L'Istituto veneto di scienze, lettere ed arti trova origine nell'Istituto Nazionale voluto da Napoleone per l'Italia all'inizio del XIX secolo.
Venne poi rifondato con l'attuale denominazione dall'imperatore Ferdinando I d'Austria nel 1838, con la separazione dell'Istituto Lombardo di Scienze Lettere ed Arti. Con l'unione del Veneto all'Italia, l'istituto fu riconosciuto di interesse nazionale, assieme alle principali accademie degli stati preunitari, anche se la maggiore attenzione ha continuato ad essere rivolta alla vita culturale e scientifica delle Venezie.
Nel 1866 l'Istituto Veneto di Scienze, Lettere ed Arti assunse anche parte degli incarichi assegnati fino ad allora al Magistrato alle Acque, che era stato soppresso in seguito all'annessione del Veneto al Regno d'Italia. Nel 1871 fu installato presso la sede dell'Istituto il primo mareografo per il controllo sistematico delle maree a Venezia e per l'analisi statistica del fenomeno dell'acqua alta. L'Istituto curò le osservazioni fino al 1908, quando donò gli strumenti e il relativo archivio documentale all'Ufficio Idrografico del Comune.
La prima sede del Istituto Veneto fu Palazzo Ducale trasferita poi nel 1893 a Palazzo Loredan. Nel 1999 fu acquistata la seconda sede di Palazzo Franchetti, inaugurata nel 2004.

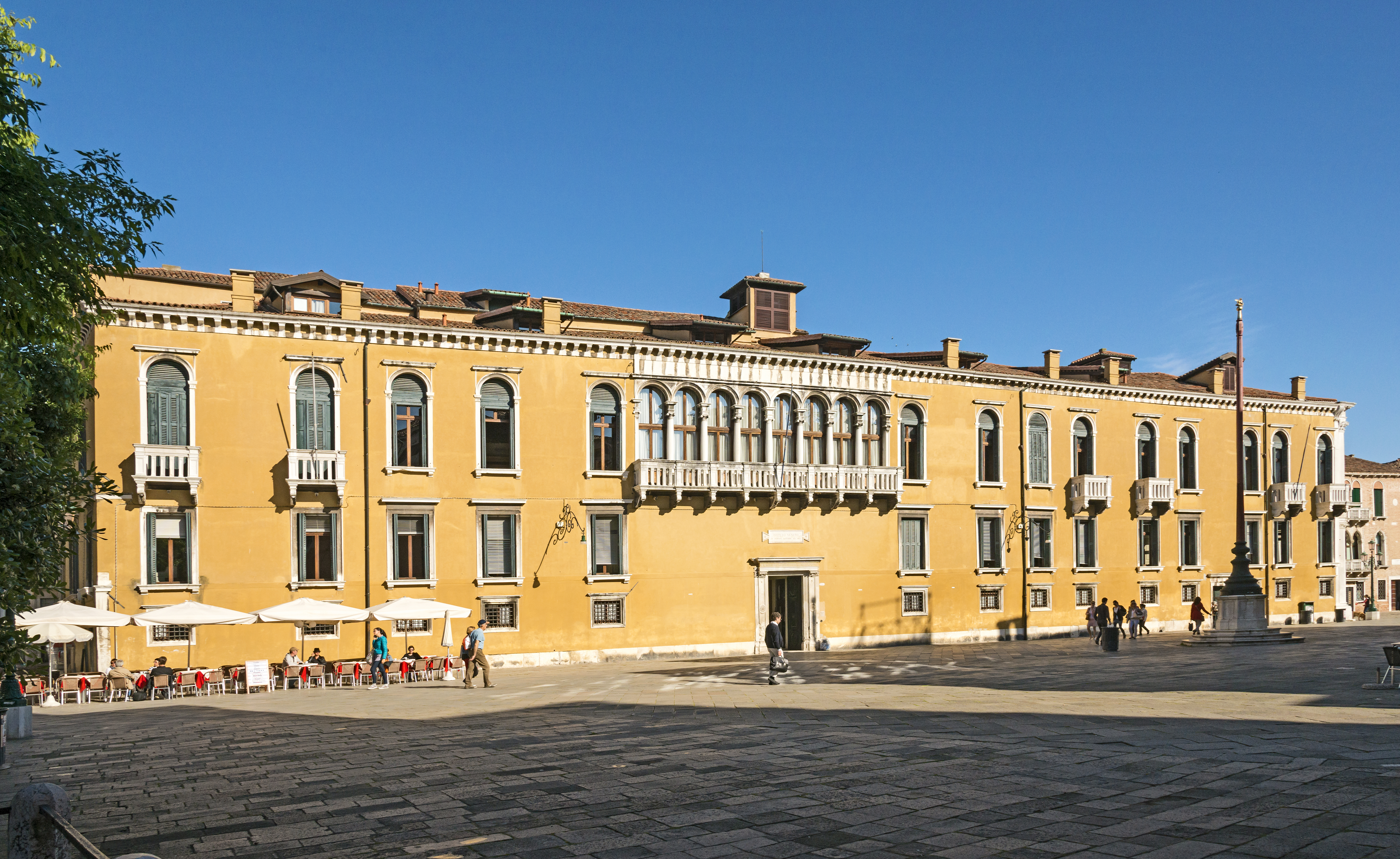
L'accesso al palazzo da campo Santo Stefano
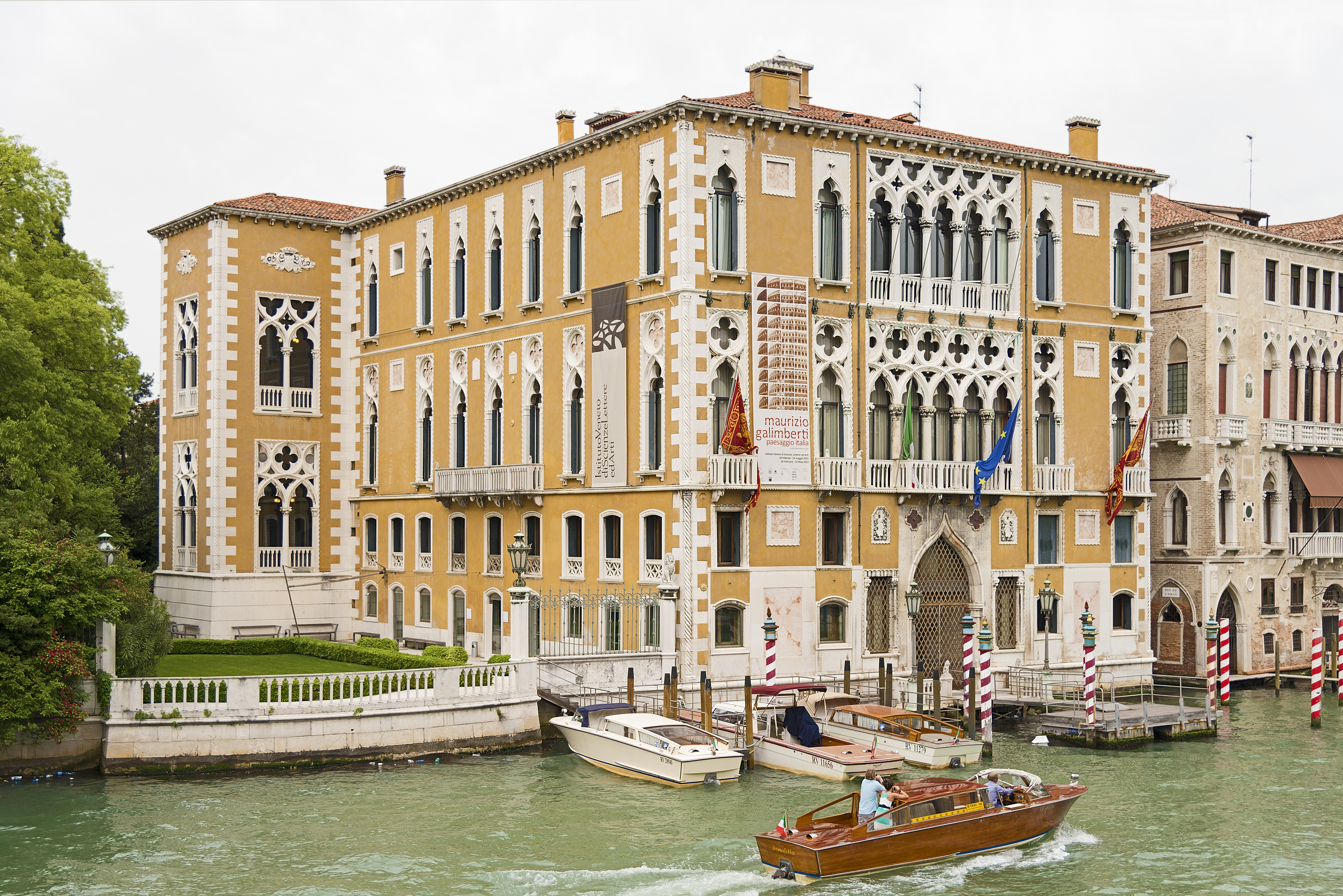
Palazzo Cavalli-Franchetti

## Attività
L'Istituto «ha per fine l'incremento, la diffusione e la tutela delle scienze, delle lettere ed arti» (articolo 1 dello statuto).
«L'Istituto è composto di due classi, una per le scienze fisiche, matematiche e naturali, l'altra per le scienze morali, lettere ed arti. Ciascuna classe è formata di 40 componenti per la categoria dei soci effettivi, 80 per quella dei soci corrispondenti e 25 per quella dei soci stranieri» (articolo 2 dello statuto).
L'Istituto, oltre alla ordinaria attività accademica e alle mensili riunioni dei soci, promuove periodicamente manifestazioni di carattere scientifico e umanistico, incontri di studio, convegni, seminari, scuole internazionali di specializzazione e organizzazione di mostre d'arte.
Pubblica annualmente un periodico, vari volumi monografici e opere inedite ritenute di rilevante valore scientifico o tali comunque da apportare un contributo significativo agli studi.

## Biblioteca
La biblioteca si forma a partire dalla rifondazione dell'Istituto, avvenuta nel 1838. Inizialmente collocata in Palazzo Ducale, sede dell'Istituto Veneto dal 1838 al 1893, con il trasferimento dell'Istituto a Palazzo Loredan, venne collocata in una serie di sale del piano nobile arredate per tale destinazione, dove si trova tuttora. Nella biblioteca sono conservate numerose cinquecentine e seicentine, manoscritti cinquecenteschi parte della collezione di Serafino Raffaele Minich, la raccolta di studi classici di Oddone Ravenna, l'intera biblioteca medica di Angelo Minich, quella di Luigi Luzzatti, di Fabio Vitali e molti volumi derivanti da altri lasciti. La biblioteca conserva inoltre gli atti accademici ed i volumi editi dall'Istituto, oltre ad una raccolta di periodici, tra i quali vanno segnalati The Times (1870 - 1930), La Perseveranza (1859 -1922), L'Osservatore Romano (1861-1996), La Stampa (1867 - 1948), Il Sole 24 Ore (1865-1916) ed Il Gazzettino di Venezia (1887–oggi).
Dal 1990 la biblioteca dell'Istituto Veneto fa parte del polo SBN (Servizio Bibliotecario Nazionale) di Venezia.

## Archivi
- Archivio storico dell'Istituto: contiene i documenti prodotti dall'Istituto Veneto dal 1840 ad oggi. Una sezione invece contiene i documenti del precedente istituto, nello specifico il materiale delle sezioni di Padova e Venezia.
- Archivio Luzzatti: costituito da 100 buste facenti parte della sezione corrispondenza e 300 buste facenti parte della sezione atti di Luigi Luzzatti.
- Archivio Minich: si divide in due sezioni una con i documenti riguardanti l'attività di medico ospedaliero a Venezia e le altre contenenti testi manoscritti, appunti di lezioni e relazioni di Angelo Minich.
- Archivio Saccardo: formato da preziosi documenti della storia del restauro e di storia dell'arte raccolti da Pietro Saccardo.
- Archivio Bellavitis: il fondo è formato da appunti scritti da Giusto Bellavitis per le lezioni da tenere all'Università di Padova, manoscritti riguardanti il tema dell'istruzione pubblica, bozze delle opere successivamente pubblicate e testi estratti da altri manoscritti. In un secondo momento sono entrati a far parte della collezione anche opuscoli ed estratti di sue opere, manoscritti con i repertori delle pubblicazioni e giudizi personali sul contenuto di opere altrui. Sono anche presenti lettere contenute in un faldone ma in cattivo stato.
- Archivio Ghetti: custodisce le perizie e le memorie di Augusto Ghetti utilizzate per ricostruire i processi di costruzione della diga del Vajont ed il disastro che ne conseguì.
- Archivio Anti-Polacco: raccoglie appunti e manoscritti di Carlo Anti, per la maggior parte inerenti ai suoi scavi a Siracusa, integrato con i lavori di Luigi Polacco. Nel fondo sono presenti numerose tesi di laurea e opuscoli.
- Archivio Lazzarini: contiene volumi di storia di Venezia appartenuti a Vittorio Lazzarini e le lettere di corrispondenza di questo con importanti membri del panorama culturale veneziano.
- Archivio Aloisi: La famiglia Aloisi donò, le carte e parte della biblioteca appartenuta a Massimiliano Aloisi. Gli scritti, le pubblicazioni, la corrispondenza, i documenti privati e i ritagli di stampa di Aloisi sono stati donati nel 2000. Il fondo archivistico è ordinato per argomenti. L'archivio è formato dalla documentazione raccolta e prodotta da Massimiliano Aloisi durante lo svolgimento della sua attività di medico, biologo e docente; ma anche documenti riguardanti la sfera privata. Il complesso documentario è costituito da bozze di lavori, pubblicazioni, corrispondenza e da materiale eterogeneo utilizzato nello svolgimento delle attività accademiche e nella redazione di voci enciclopediche.

## Collezione di medaglie
La collezione di medaglie si divide in due parti:
- Le medaglie premio d'industria, assegnate nel 1800 alle imprese di maggior successo del Veneto
- Le medaglie legate a commemorazioni, congressi e manifestazioni dell'Istituto Veneto

## Documenti cretesi

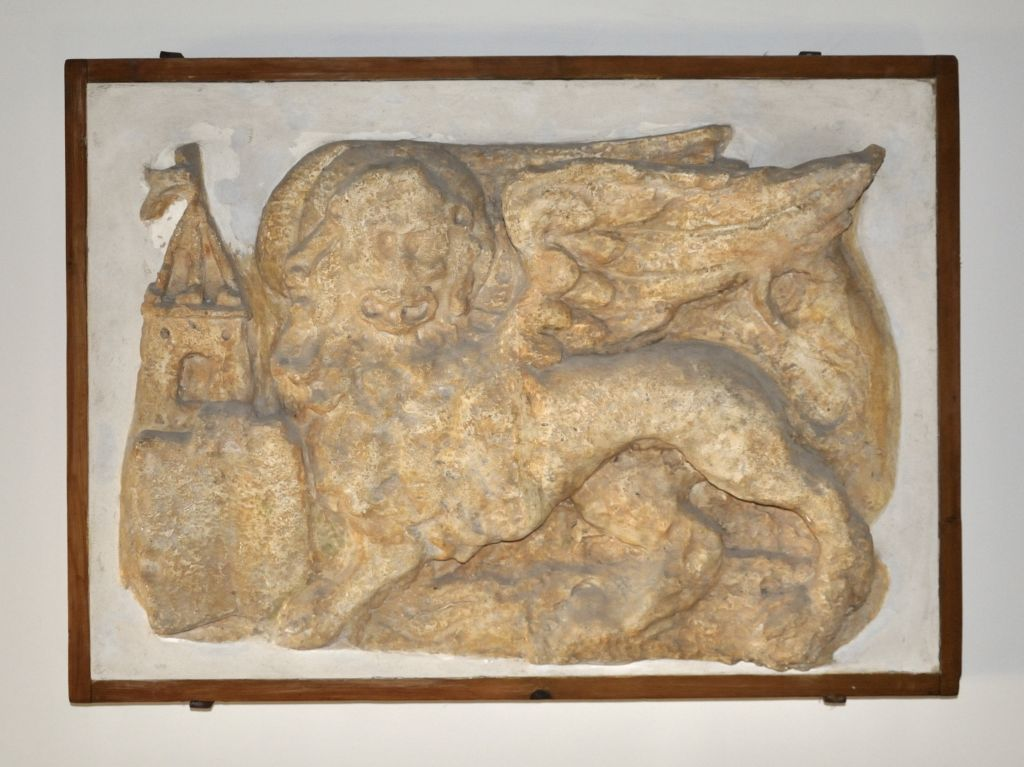
Calco in gesso di leone nimbato ed alato. Iraklion, Creta.

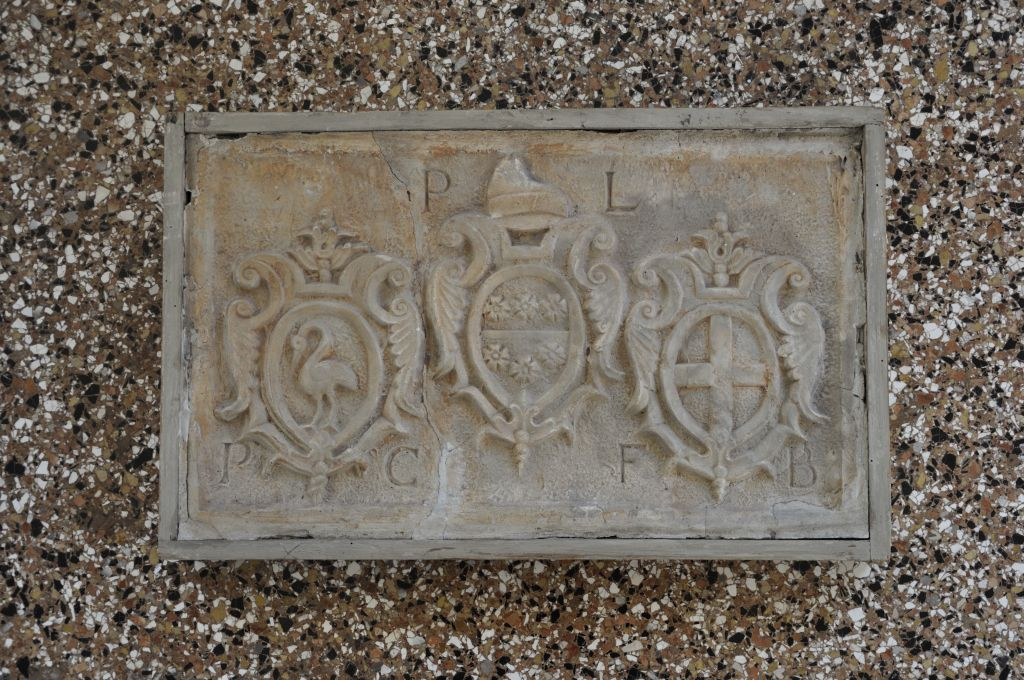
Calco in gesso degli stemmi di Pasquale Cicogna, Pietro Loredan, Filippo Bragadin. Iraklion, Creta.

Nel 1898, a seguito dell'abbandono dell'isola di Creta da parte dell'Impero ottomano, venne inviata, dal Ministero della Pubblica Istruzione del Regno d'Italia, una spedizione archeologica guidata da Federico Halbherr. L'Istituto Veneto decise di inviare in missione anche un suo delegato, il giovane Giuseppe Gerola, che restò nell'Isola di Creta dal 1900 al 1902 a ricercare tracce di monumenti veneti.
Il risultato di questa spedizione è conservato presso l'Istituto Veneto di Scienze, Lettere ed Arti e comprende: 
- 1642 lastre fotografiche
- 1642 negativi
- 1642 riproduzioni fotografiche
- 1000 fotografie originali
- 291 veline
- 102 carte assorbenti
- 52 calchi in gesso di Leoni di San Marco con stemmi araldici di famiglie veneziane (di cui la maggior parte è conservata al Museo storico navale)

## Depositi librari
- Il magazzino alle Zattere venne acquistato per poter custodire le raccolte librarie. Formato da un unico piano che è stato razionalizzato con un soppalco. Nella parte superiore furono alloggiati gli uffici per le ricerche bibliografiche e nel piano sottostante reso disponibile uno spazio per esposizioni e mostre d'arte.
- Il deposito librario di Mestre venne istituito per poter ospitare parte del patrimonio librario dell'Istituto. In questo edificio vengono depositate le monografie e i periodici acquistati dopo la fine della seconda guerra mondiale. Il deposito possiede uno spazio per la custodia dei volumi con una capacità complessiva di 4 275 metri lineari.
- Casa Minich, comprata con parte del lascito di Angelo Minich, fu prima residenza e poi, dopo il restauro ad opera di Libero Cecchini, adibita a deposito librario. È stata anche sede dell'European Centre for Living Technology (ECLT) e del Centro Interuniversitario di Studi Veneti (CISVE).

## Collaborazioni

### Italiane
- Accademia Nazionale dei Lincei
- Consiglio Nazionale delle Ricerche
- Università degli Studi di Padova
- Università Ca' Foscari Venezia
- Istituto nazionale di fisica nucleare
- Società Italiana di Biofisica Pura ed Applicata
- Fondazione Federico Zeri
- Istituto e Museo di Storia della Scienza di Firenze
- Stazione zoologica Anton Dohrn
- Archivi del Novecento - La memoria in rete (Roma)
- Istituto Ellenico di Studi bizantini e postbizantini
- Unione Zoologica Italiana
- Istituto per la Ricerca Valutativa sulle Politiche Pubbliche - IRVAPP

### Internazionali
- ALLEA - All European Academies, (Parigi)
- École normale supérieure, (Parigi)
- École du Louvre, (Parigi)
- Institut national du patrimoine
- Oesterreichische Academie der Wissenschaften, (Vienna)
- Konrad Lorenz Institute for Ethology, (Vienna)
- Environmental Systems Science Centre - Reading University
- International Risk Governance Council di Ginevra - IRGC
- Massachusetts Institute of Technology
- Duke University
- Princeton University
- The Italian Academy, Columbia University
- University Vanderbilt

## Premi a suo nome
Premio giornalistico Istituto Veneto per Venezia: premio per un articolo o video su Venezia che si contraddistingua per la finezza dell'analisi della realtà veneziana, colta nei vari aspetti sociali, economici, naturalistici o artistici.

## Persone legate all'Istituto

### Presidenti
- 1840: Angelo Zendrini
- 1840-1843: Leonardo Manin
- 1843-1845: Giovanni Santini
- 1845-1847: Giovanni Cittadella
- 1847-1850: Lodovico Menin
- 1850-1854: Alessandro Racchetti
- 1854-1857: Baldassarre Poli
- 1857-1859: Lodovico Menin
- 1859-1861: Ferdinando Cavalli
- 1861-1863: Serafino Rafaele Minich
- 1863-1865: Giusto Bellavitis
- 1865-1867: Domenico Turazza
- 1867-1869: Pietro Canal
- 1869-1870: Lodovico Pasini
- 1870-1871: Tommaso Gar
- 1871-1874: Giovanni Cittadella
- 1874-1876: Fedele Lampertico
- 1876-1878: Achille De Zigno
- 1878-1880: Ferdinando Cavalli
- 1880-1882: Gustavo Bucchia
- 1882-1884: Giuseppe De Leva
- 1884-1886: Fedele Lampertico
- 1886-1888: Angelo Minich
- 1888-1890: Giampaolo Vlacovich
- 1890-1892: Giulio Andrea Pirona
- 1892-1894: Edoardo De Betta
- 1894-1897: Fedele Lampertico
- 1897-1898: Giuseppe Lorenzoni
- 1898-1900: Fedele Lampertico
- 1900-1902: Achille De Giovanni
- 1902-1905: Antonio Fogazzaro
- 1905-1907: Antonio Favaro
- 1907-1908: Carlo Ferraris
- 1908-1911: Giuseppe Veronese
- 1911-1913: Niccolò Papadopoli
- 1913-1914: Aristide Stefani
- 1914-1916: Pompeo Gherardo Molmenti
- 1916-1919: Gregorio Ricci Curbastro
- 1919-1921: Enrico Catellani
- 1921-1923: Pietro Spica Marcataio
- 1923-1926: Vincenzo Crescini
- 1926-1928: Achille Breda
- 1928-1930: Nino Tamassia
- 1930-1932: Davide Giordano
- 1932-1934: Lando Landucci
- 1934-1945: Luigi Messedaglia
- 1945-1946: Ernesto Laura
- 1946-1952: Giuseppe Gola
- 1952-1963: Aldo Checchini
- 1963-1969: Francesco Marzolo
- 1969-1973: Diego Valeri
- 1973-1979: Antonio Rostagni
- 1979-1985: Vittore Branca
- 1985-1991: Augusto Ghetti
- 1991-1997: Feliciano Benvenuti
- 1997-2003: Bruno Zanettin
- 2003-2009: Leopoldo Mazzarolli
- 2009-2015: Gian Antonio Danieli
- 2015-2021: Gherardo Ortalli
- dal 2021: Andrea Rinaldo

### Soci nella classe di Scienze morali, lettere ed arti
Carlo Anti, Feliciano Benvenuti, Bernard Berenson, Camillo Boito, Vittore Branca, Giosuè Carducci, Fernand Braudel, Antonio Canova, Luigi Carrer, André Chastel, Carlo Cipolla, Benedetto Croce, Francesco de Sanctis, Giacomo Devoto, Carlo Diano, Aldo Ferrabino, Francesco Ferrara, Giuseppe Fiocco, Antonio Fogazzaro, Gianfranco Folena, Giuseppe Gerola, Virgilio Guidi, Ferdinand Gregorovius, Stefan Grundmann, René Huyghe, Frederic Chapin Lane, Luigi Luzzatti, Francesco Malipiero, Terenzio Mamiani, Alessandro Manzoni, Concetto Marchesi, Luigi Meneghello, Jules Michelet, Marco Minghetti, Pompeo Molmenti, Theodor Mommsen, Costantino Nigra, Pierre de Nolhac, Ugo Ojetti, Aldo Palazzeschi, Gaston Palewski, Giovanni Pascoli, Ezra Pound, Leopold von Ranke, Alfred von Reumont, Ettore Romagnoli, Antonio Rosmini, Luigi Settembrini, Niccolò Tommaseo, Diego Valeri, Manara Valgimigli, Pasquale Villari, Giacomo Zanella.

### Soci nella classe di Scienze matematiche, fisiche e naturali
Massimiliano Aloisi, Roberto Ardigò, Giovanni Canestrini, Vittorio Cini, Giuseppe Colombo, Giorgio Dal Piaz, Antonio Favaro, Galileo Ferraris, Augusto Ghetti, Tullio Levi-Civita, Fedele Lampertico, Guglielmo Marconi, Angelo Messedaglia, Umberto Nobile, Pietro Paleocapa, Louis Pasteur, Antonio Pacinotti, Gregorio Ricci Curbastro, Giuseppe Jappelli, Alessandro Rossi, Paul Sabatier, Quintino Sella, Claudio Datei.